# 2S43 Malva
2S43 Malva (rusky 2С43 «Мальва» podle indexu GRAU) je ruská samohybná 152 mm kolová houfnice na podvozku automobilu BAZ-6010-027 z Brjanského automobilového závodu s uspořádáním 8x8 a vznětovým motorem JaMZ-8424.10 o výkonu 470 koňských sil. V ruské armádě by měla nahradit tažené houfnice 2A65 Msta-B a 2A36 Hyacint-B. Kanón 2A64 je převzat ze samohybných houfnic 2S19 Msta-S. Posádku tvoří pět vojáků. Maximální rychlost vozidla je 80 km/h.
Prototyp byl představen v roce 2020 a měl by nahradit houfnici 2S19 Msta.